# Guerras de independência na América espanhola
As guerras de independência na América espanhola foram as numerosas guerras contra o Império Espanhol na América espanhola, que ocorreram durante o início do século XIX, a partir de 1808 até 1829. O conflito começou em 1808, com juntas estabelecidas no México e em Montevidéu, em reação aos acontecimentos da Guerra Peninsular. Os conflitos podem ser caracterizados tanto como uma guerra civil e uma guerra de libertação nacional como guerras internacionais (entre países), uma vez que a maioria dos combatentes de ambos os lados eram espanhóis e americanos, o objetivo do conflito por um lado foi a independência das colônias espanholas nas Américas. As guerras, em última instância, resultaram na formação de uma série de novos países independentes que se prolongam da Argentina e Chile, no sul, ao México, no norte. Apenas Cuba e Porto Rico permaneceram sob domínio espanhol, até a Guerra Hispano-Americana em 1898.
Os conflitos também estão relacionados ao clima de desenvolvimento dos ideais iluministas na América, que também influenciou a independência das Treze Colônias e do Haiti. No entanto, as guerras e a independência da América espanhola foram resultado da evolução da situação única da monarquia espanhola.
Havia uma certa liberdade nas colônias espanholas que permitiu a fundação de universidades e favoreceu o desenvolvimento científico em algumas regiões da América Espanhola. As universidades do México e do Peru são exemplos de que foi desenvolvida uma intensa atividade intelectual nas colônias. As ideias iluministas eram mais conhecidas e difundidas por quem tinha acesso tanto a publicações e jornais, que divulgavam frequentemente essa ideia. Já havia duas nações independentes na América: os Estados Unidos (1776) e o Haiti (1804). Contudo, o ideal de liberdade também inspirou e influenciou as classes populares na luta pela independência. Movidos e unidos pela liberdade, diferentes grupos sociais questionaram o domínio espanhol. O processo de independência das colônias espanholas na América incluía as mulheres, principalmente as que compunham a população mais pobre.
Napoleão Bonaparte, com o bloqueio continental, proibiu os países europeus de comercializarem com o Reino Unido, sob ameaça de atacar os países onde as ordens não fossem cumpridas. Portugal, fiel aliado do Reino Unido, ficou numa situação desagradável, não se resolvendo a tempo. Napoleão, indo invadir Portugal, passou pela Espanha desencadeando batalhas. O rei da Espanha, Fernando VII, foi preso e perdeu o trono por ordem de Napoleão, que, em seu lugar, colocou seu irmão José Bonaparte. O povo espanhol não obedecia ao rei francês, e as colônias também se recusaram a fazê-lo.
Com a Europa enfraquecida com a chamada "Era das Revoluções", as Colônias sentiram que seria a hora certa para lutar pela sua independência. Ora, a Espanha estava enfraquecida, pois estava tomada pelo exército francês de Napoleão, que na verdade queria acabar com o intercâmbio comercial do Reino Unido, para que, assim, a França se tornasse a maior potência europeia, e não o Império Britânico. As Ideias Iluministas ainda circulavam por toda a Europa, assim como a recente Revolução Francesa. Essas ideias chegavam à colônia como consequência do comércio. Para as guerras de independência, os colonos se basearam nas ideais iluministas e na Declaração da Independência dos Estados Unidos da América (antigas 13 colônias britânicas).
A sociedade das colônias era dividida em classes. A classe mais privilegiada eram os chapetones, espanhóis natos que formavam o corpo administrativo colonial e poderiam participar das decisões políticas e administrativas e ocupar altos cargos políticos ligados diretamente à Coroa Espanhola. Abaixo dos mesmos encontravam-se os criollos, que eram descendentes de espanhóis nascidos na América e cuidavam da produção mercantil. Abaixo, os mestiços, indígenas e escravos negros. 
Os povos indígenas estavam submetidos à mita (espécie de tributo pago pela população indígena por meio da prestação de serviços aos colonizadores por tempo determinado, mediante uma remuneração, quase sempre sujeita a abusos). A população indígena estava sujeita também a obrigações originárias da Península Ibérica, como a encomienda ("troca" de instrução cristã), especialmente que a tornava subordinada ao colonizador, pagando-lhes tributos e realizando serviços.
A elite dos filhos e descendentes de espanhóis aproveitou a situação ainda de batalhas na Espanha e rompeu o pacto colonial, comercializando com o Reino Unido e os EUA, grandes apoios nas guerras da independência. Quando a Espanha recuperou o poder após as derrotas dos franceses, pressionou suas colônias. Porém, a elite criolla não quis mais aceitar o domínio espanhol, passando assim, a liderar em vários lugares da América. Assim então, um dos criollos, Leonardo Pacheco impulsionou a luta contra o domínio espanhol e convocou vários líderes, a exemplo de Simón Bolívar.
Nessas lutas, vários líderes se destacaram. Além de Bolívar, líder na independência da Colômbia, Equador, Venezuela, Peru e Bolívia; Bartolomeu Mitre na Argentina; José Artigas no Uruguai; Bernardo O'Higgins no Chile, entre outros. O Reino Unido e os próprios Estados Unidos, recém independentes, apoiaram os colonos, vendo novas oportunidades de comércio.

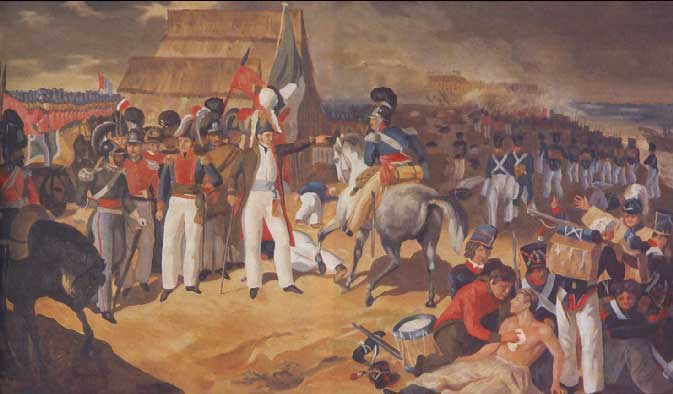
A Batalha de Pueblo Viejo. Ocorrida no dia 9 de setembro de 1829, no México. A última expedição de reconquista do México tem suas raízes nas ilhas de Cuba e Porto Rico que continuaram a ser uma parte da Espanha até sua separação, em consequência da Guerra Hispano-Americana.

## Causas da independência
Por ser um processo muito longo, complexo, abrangente e possuir muitas particularidades, as causas da independência variavam de lugar para lugar. Algumas causas de influência mundial, como a Revolução Francesa e a Independência dos Estados Unidos da América, atuaram mais como padrão que como uma causa direta. As causas são geralmente divididas em internas, que são as que ocorreram na Espanha e nas colônias e externas que são as que ocorreram em países estrangeiros.

### Causas internas
São elas:
- O desejo dos Criollos era a independência, queriam mais poder político e maior liberdade econômica para exercer livremente as suas atividades econômicas (livre mercado), cuja produtividade foi prejudicada pelo controle do comércio por parte da metrópole e do estabelecimento de um regime monopólio, gabelas e obstáculos. Insistiam em assumir o controle dos Cabildos e da administração das colônias.
- A ideia de que o Estado era um patrimônio da Coroa foi que, quando a Família Real, realizou-se em França as colônias não foram leais ao tribunal de Cádiz e o Conselho Central, mas que formaram juntas de governo cuja meta inicial era de regresso trono de Fernando VII.
- O descontentamento dos crioulos, que queriam a independência para alterar um sistema colonial que consideravam injusto por serem excluídos das decisões políticas e econômicas, e encontrar-se em muitos casos explorados.
- Os ensinamentos partidos das universidades, academias literárias e das sociedades econômicas. Difundiam ideais liberais e revolucionários (típicos do Iluminismo) contra a ação da Espanha nas suas colônias e tiveram grande influência sobre os líderes revolucionários, como o princípio da soberania nacional, o contrato social de Rousseau e dos direitos individuais.

### Causas Externas
O vácuo do governo na Espanha causado sucessivamente por Napoleão e o constitucionalismo espanhol, abriu a oportunidade para a classe dirigente latino-americana, constituída por crioulos europeus dessem impulso e sustentassem o movimento, e a guerra pela independência como um meio de preservar e reforçar o seu status, diminuindo o risco de ser perdido, mas sem procurar uma mudança, a menos que a estrutura social americana (permanência de castas ou escravos, etc), nem uma diminuição no seu âmbito administrativo. A chamada "Pátria" foi a característica essencial do movimento e, finalmente, prevaleceu em todas as partes da América relativamente a outros movimentos de independência, como o fracasso de Hidalgo no México, foi também acompanhado por uma verdadeira revolução social.
- As Ideias liberais espalhadas ao redor do mundo graças à Encyclopédie.
- A fraqueza da Espanha e de Portugal durante este período, que tinham perdido o seu papel na Europa. Isso foi reforçado quando Napoleão invadiu a Península Ibérica.
- Os encontros no exterior dos principais líderes da revolução e do envolvimento de alguns na revoluções liberais na Europa, bem como os seus contatos com os governos estrangeiros que proporcionou-lhes a possibilidade de apoio externo e fontes de financiamento necessárias para os seus projetos independentistas.
- O exemplo dos Estados Unidos da América, que ficou independente do Reino Unido (embora ainda longe de se tornar uma potência mundial, como aconteceria um século mais tarde), bem como o exemplo da França, cuja revolução proclamou a igualdade de todas as pessoas e seus direitos fundamentais, coisas que os índios e, em menor medida, os crioulos não possuíam em relação aos peninsulares.
- Com o apoio que tiveram do Reino Unido e dos recém independentes Estados Unidos, interessados em que as colônias se tornassem independentes, a fim de poderem realizar um livre comércio com a América Latina.
- Juntas de governo - Organizações em que os reis se juntavam para tomar decisões a respeito do governo.

## Processo de independência
Na América do Norte, a primeira colônia espanhola a se tornar independente foi o México, adotando, primeiramente o governo monárquico, e depois o governo republicano.
Na América do Sul, a primeira independência foi a da Venezuela, que se completou com a independência da Colômbia e Equador.
Na América Central, a região foi dividida em cinco países: Honduras, Guatemala, El Salvador, Nicarágua e Costa Rica.
Depois de alguns anos, foi a vez das ilhas da América Central (as do Mar do Caribe): a República Dominicana, Porto Rico e de Cuba.
Ocorreu uma revolta de cunho indianista no Peru em novembro de 1780. Sua bandeira principal era a oposição ao domínio espanhol. A liderança coube a José Gabriel Condorcanquí, Marquês de Oporesa,autodenominado "Tupac Amaru II". Ele descendia de Tupac Amaru, sobrinho de Atahualpa,reconhecido pelos indígenas como o último Inca, que ensaiara uma rebelião contra o domínio espanhol e fora executado pelos conquistadores em 1572. Mais de dois séculos depois, o alvo imediato dos rebeldes eram as autoridades que infligiam tratamento cruel aos trabalhadores das tecelagens, inclusive crianças, que ficavam fechadas nos "abrajes" ou fábricas de tecidos por quase 16 horas diárias, em troca de salários miseráveis. Outra reivindicação era um melhor tratamento aos índios que trabalhavam nas minas e plantações.Tupac Amaru II e seus partidários indígenas foram derrotados pelas forças do vice-rei. José Gabriel teve a língua cortada e sofreu esquartejamento na cidade de Cuzco.
As mulheres indígenas, além de perderem suas terras, continuaram sem o direito ao voto.

## Guerras da América Espanhola

### Países latino-americanos que declararam independência entre 1809 e 1821

Mapa das Guerras entre a Espanha e suas colônias na América
Reação Realista
Território sob controle independentista
Território sob controle independentista
Espanha sob a invasão de Napoleão
Espanha sob a Revolução Liberal.

Entre 1809 e 1818 várias colônias latino-americanas declararam-se autónomas e independente da Espanha. Estas foram as seguintes:
- Venezuela – (proclamada em 19 de abril de 1810), no ano seguinte em 5 de julho de 1811, é realizada a assinatura da Declaração da Independência da Venezuela, e selada definitivamente após a Batalha de Carabobo, em 24 de junho de 1821.
- Vice-Reino de Nova Granada - revoltas de Santa Fé de Bogotá em 20 de julho de 1810 e de Cartagena das Índias em 22 de Maio, (ver: Patria Boba).
- Vice-Reino da Nova Espanha - (ver: Independência do México) Grito de Dolores, 16 de Setembro de 1810, embora geralmente é entendida, de fato, após o Plano de Iguala em 27 de Setembro de 1821).
  - América Setentrional
- Quito - (ver: Independência do Equador) proclamada em 10 de Agosto de 1809 e rapidamente reprimida, mais uma vez proclamada em 2 de agosto de 1810, embora geralmente é entendida, de fato, após a Batalha de Pichincha em 24 de maio de 1822). Guayaquil declarou a sua independência em 9 de outubro de 1820 (ver: Província Livre de Guayaquil).
- Vice-Reino do Rio da Prata - (ver Primeira Junta) nomeada em 25 de maio de 1810, Independência da Argentina (proclamada em 9 de julho de 1816, antes a Liga Federal declarou a sua independência em 29 de junho de 1815, no Congresso do Oriente).
- Paraguai (proclamada em 15 de Maio de 1811).
- Capitania Geral do Chile - (ver Independência do Chile) (proclamada em 12 de fevereiro de 1818).

O principal motivo para a crise colonial na América espanhola foi a crise institucional que eclodiu na metrópole quando Napoleão Bonaparte obrigou a abdicação de Carlos IV em favor Fernando VII e este últimos em favor dos Bonaparte, com José Bonaparte como o novo rei da Espanha e suas colônias.
Esta crise e a subsequente invasão da Espanha pelo exército napoleônico, levaram à criação de juntas fernandistas em várias cidade do território espanhol. Muitos destas juntas fernandistas na América possuiam dirigentes claramente autonomistas independentistas.
Embora a crise institucional na Espanha foi um gatilho, estas eram uma última oportunidade esperada para a autonomia e líderes de independência. Desde o início da colônia, mas sobretudo porque os Bourbons assumiram o trono da Espanha, a administração colonial foi centrada nas pessoas influência nos tribunais espanhóis, assim como o na casa de recrutamento de Sevilha, uma posição que não era propícia a indivíduos nascidos na América.
O Rei Carlos III, como um típico déspota esclarecido da época, promoveu as artes e permitiu um grande afluxo de ideias do Iluminismo na América, enquanto exercia um forte poder político. Carlos III apoiou as colónias britânicas, em sua guerra de independência, contratando e promovendo a instituição de novos tributos fiscais para subsidiar a defesa dos interesses espanhóis na região das Caraíbas. Estes eventos resultaram nos anos 1780 um rompimento da pax hispanica que rege a colônia espanholas desde a sua criação. A revolta da comunidade de Nova Granada e da revolta de Tupac Amaru, no Peru demonstram esta nova realidade.
Carlos IV não se caracterizou pelo seu férreo controle do poder. Mais interessado em ciência deixou a política nas mãos de seus ministros, que, especialmente no caso de Godoy, promoveu reformas liberais em diversos aspectos sociais, enquanto relegava cada vez mais para as colônias e os súditos nas colônias como súditos de segunda.
Por outro lado, a Espanha impôs uma série de restrições comerciais nas colônias, que não poderia comercializar uns com os outros, muito menos o comercializar com outras nações como o Reino Unido ou Estados Unidos. Todas as relações comerciais foram determinados a partir da Espanha. A influência das ideias liberais e as restrições políticas e comerciais, criaram o descontentamento que foi catalisado pela crise espanhola de 1809.

### Países americanos que declararam independência entre 1821 e 1825

#### 1821
- 24 de junho:  Venezuela, após vitória decisiva na Batalha de Carabobo;
- 28 de julho: Peru, com a ocupação de Lima por San Martín;
- 21 de setembro: México, com a criação de um governo imperial;
- 1 de dezembro: República Dominicana, durou até 9 de fevereiro de 1822, quando o país foi anexado pelo Haiti (ver: Independencia efímera).

#### 1822
- 6 de agosto: Bolívia

#### 1824
- 24 de maio: Equador, após vitória na Batalha de Pichincha;

#### 1825
- 25 de agosto: Uruguai, declarando independência do Brasil e Argentina.

### Países americanos que declararam independência após 1825
- As Províncias Unidas da América Central, conhecidas desde 1824 como a República Federal da América Central, desintegraram nos seguintes estados:
  -  Costa Rica, primeiro entre 1829 e 1831 e finalmente em 1838.
  -  Nicarágua, em abril de 1838.
  -  Guatemala, em abril de 1839.
  -  Honduras, em 1839.
  -  El Salvador, em 1839 e formalmente em 31 de janeiro de 1841.

- A República Dominicana ganhou sua independência do Haiti apenas em 27 de fevereiro de 1844, anexando-se à Espanha em 16 de agosto de 1861. Tornou-se independente novamente depois da Guerra da Restauração (República Dominicana) concluída em 1865, proclamada com o grito de Capotillo em 16 de agosto de 1863.

Após concluir a Guerra Hispano-Americana e depois da assinatura do Tratado de Paris (1898), Cuba, Porto Rico, Filipinas e Guam ficaram sob o controle dos Estados Unidos.
- Cuba ganhou a sua independência em 20 de Maio de 1902, mas permaneceu sob controle dos EUA sob a Emenda Platt até 1934.
- Porto Rico continua a ser um Estado livre associado aos Estados Unidos, não sendo ainda hoje um estado independente.
- Panamá se separou da Colômbia e proclamou a sua independência em 3 de novembro de 1903.

## Consequências

### Para a Espanha
A nação espanhola se mostrou indiferente, dos outros que consideraram um problema. Para os comerciantes e a administração governamental desapareceu uma fonte de rendimento — o fluxo de ouro, essencial para o Tesouro, bem como um importante mercado para exportações espanholas. A Espanha continuou em meio de uma guerra civil, caindo para uma potência de segundo plano entre os Estados europeus.

### Para a América
O movimento de independência devido a seu efeito divisivo foi o resultado natural da fragmentação dos países emergentes. Não houve nenhuma alteração na estrutura administrativa; nem mesmo houve alterações sociais das chamadas castas: criollos, mestiços, pardos, ou para índios e escravos negros. Desapareceu o monopólio comercial e, portanto, o protecionismo, com o empobrecimento de muitas regiões latino americanas que não poderiam competir com as indústrias na Europa. A independência não está ligada a qualquer melhoria econômica ou social ou de administração. Pode-se dizer que o sonho de Bolívar de criar uma América unida, a Grã Colômbia, fracassou.
Também não houve um esforço, por parte da burguesia, em cooperar para a construção dos novos países. Em vez disso, continuaram servir a interesses estrangeiros, como nos tempos coloniais:
A América Latina logo teve suas constituições burguesas, muito envernizadas de liberalismo, mas em compensação, não teve uma burguesia criadora, no estilo europeu ou norte-americano, que se propusesse à missão histórica do desenvolvimento de um capitalismo nacional pujante. As burguesias dessas terras nasceram como simples instrumentos do capitalismo internacional, prósperas peças da engrenagem mundial que sangrava as colônias e as semicolônias. Os burgueses de vitrina, agiotas e comerciantes, que açambarcaram o poder político, não tinham o menor interesse em impulsionar a ascensão das manufaturas locais, já mortas ao nascer quando o livre-cambismo abriu as portas à avalanche de mercadorias britânicas. Seus sócios, os donos das terras não estavam, por sua vez, interessados em resolver "a questão agrária", senão na medida de suas próprias conveniências. O latifúndio consolidou-se sobre o saque, ao longo do século XIX. A reforma agrária foi, na região, uma bandeira precoce.— Galeano, Eduardo (29 de setembro de 2010). As veias abertas da América Latina. [S.l.]: L&PM Editores. p. 118

### Países formados
Embora esse movimento de independência iria continuar seu processo político, os 7 países que foram criados como um resultado das guerras de independência hispano-americanas foram:
- Grã Colômbia (República da Colômbia)
- Primeiro Império Mexicano
- Províncias Unidas do Rio da Prata
- Bolívia
- Peru
- Chile
- Províncias Unidas da América Central

Além disso, houve um movimento que conseguiu independência sem derramamento de sangue e que resultou na criação de outro país:
- Paraguai

Estes, depois de processos complexos que ocorreram em anos posteriores resultaram em 16 países da América Latina: Argentina, Bolívia, Colômbia, Costa Rica, Chile, Equador, El Salvador, Guatemala, Honduras, México, Nicarágua, Panamá, Paraguai, Peru, Uruguai e Venezuela. No Caribe, a República Dominicana continuará sendo uma parte da Espanha até 1844, enquanto Cuba e Porto Rico continuará o sendo até sua separação, como resultado da Guerra Hispano-Americana em 1898.